# 博尚 (索姆省)
博尚（法語：Beauchamps，法語發音：[boʃɑ̃]）是法国上法蘭西大區索姆省的一个市镇，位于该省西南部，属于阿布维尔区。

## 地理
博尚（50°1'4"N, 1°30'31"E）面积7.22 平方千米，位于法国上法蘭西大區索姆省，该省份为法国北部沿海省份，北起加来海峡省和北部省，西接滨海塞纳省和大西洋英吉利海峡，南至瓦兹省，东临埃纳省。
与博尚接壤的市镇（或旧市镇、城区）包括：安什维尔、布雷勒河畔布万库尔、达尔尼、昂布勒维尔、加马什。

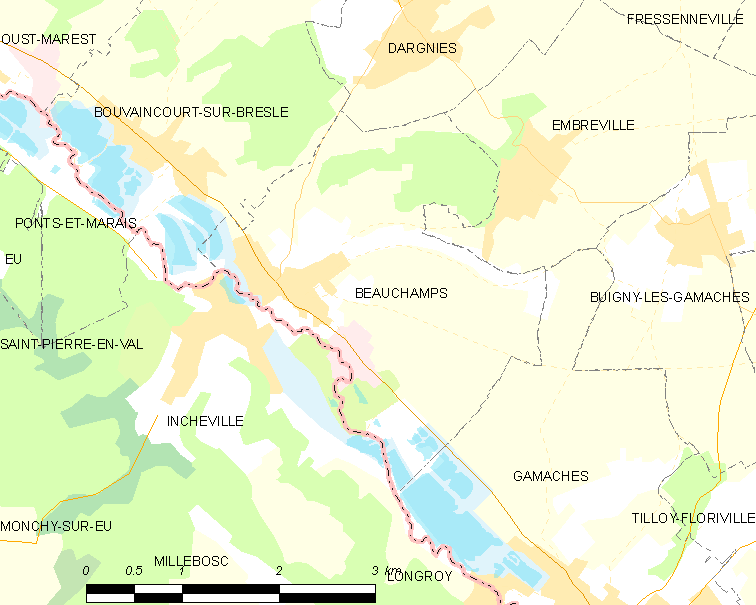
的OSM定位图

博尚的时区为UTC+01:00、UTC+02:00（夏令时）。

## 行政
博尚的邮政编码为80770，INSEE市镇编码为80063。

## 政治
博尚所属的省级选区为加马什县。

## 人口

1962-2008年间人口变化图示

博尚于2022年1月1日时的人口数量为943人。